# 扬·日哈
扬·日哈（捷克語：Jan Říha，1915年11月11日—1995年12月15日），捷克男子足球运动员，场上位置是前锋。他曾代表捷克斯洛伐克国家队参加1938年国际足联世界杯，结果队伍止步八强。